# Elaphropus cockerelli
Elaphropus cockerelli är en skalbaggsart som beskrevs av Henry Clinton Fall. Elaphropus cockerelli ingår i släktet Elaphropus och familjen jordlöpare. Inga underarter finns listade i Catalogue of Life.